# Cantone di L'Entre-Deux-Mers
Il Cantone di L'Entre-Deux-Mers è una divisione amministrativa dell'Arrondissement di Bordeaux e dell'Arrondissement di Langon.
È stato costituito a seguito della riforma approvata con decreto del 20 febbraio 2014, che ha avuto attuazione dopo le elezioni dipartimentali del 2015.

## Composizione
Comprende i seguenti 58 comuni:
- Arbis
- Baigneaux
- Béguey
- Bellebat
- Bellefond
- Blésignac
- Cadillac
- Cantois
- Capian
- Cardan
- Caudrot
- Cessac
- Coirac
- Courpiac
- Donzac
- Escoussans
- Faleyras
- Frontenac
- Gabarnac
- Gornac
- Haux
- Ladaux
- Langoiran
- Laroque
- Lestiac-sur-Garonne
- Loupiac
- Lugasson
- Martres
- Monprimblanc
- Montignac
- Mourens
- Omet
- Paillet
- Le Pian-sur-Garonne
- Rions
- Romagne
- Saint-André-du-Bois
- Saint-Genis-du-Bois
- Saint-Germain-de-Grave
- Saint-Laurent-du-Bois
- Saint-Laurent-du-Plan
- Saint-Léon
- Saint-Macaire
- Saint-Maixant
- Saint-Martial
- Saint-Martin-de-Sescas
- Saint-Pierre-d'Aurillac
- Saint-Pierre-de-Bat
- Sainte-Croix-du-Mont
- Sainte-Foy-la-Longue
- La Sauve
- Semens
- Soulignac
- Tabanac
- Targon
- Le Tourne
- Verdelais
- Villenave-de-Rions